# Admontia pollinosa
Admontia pollinosa är en tvåvingeart som beskrevs av Charles Howard Curran 1927. Admontia pollinosa ingår i släktet Admontia och familjen parasitflugor. Inga underarter finns listade i Catalogue of Life.